# 文县壁虎
文县壁虎（学名：Gekko wenxianensis）是壁虎科壁虎属的一种，分布于中国甘肃省祁连山地区，模式产地为甘肃文县。
其种加词“adenensis”意为“甘肃省文县的”。

## 保护
本种于2023年被收录入《有重要生态、科学、社会价值的陆生野生动物名录》。